# Museu de la Resistència i de la deportació de Picardia
El Museu de la Resistència i de la deportació de Picardia és un museu de Tergnier (França) en memòria dels resistents i els deportats, ja que la Picardia ha estat una regió de França que, a causa de la seva situació estratègica, ha sofert fortament les dues guerres mundials. El museu divideix els seus continguts en tres grans àrees temàtiques: la resistència contra els alemanys durant la Segona Guerra Mundial; els deportats als camps de concentració nazis; i el desembarcament de les tropes aliades i la victòria enfront del nazisme. El Museu de la Resistència i de la Deportació de Picardia també programa activitats pels escolars i exposicions temporals per donar a conèixer millor aquest període històric.
La invasió alemanya de França va començar el 10 de maig de 1940 i va acabar el 22 de juny amb la signatura de l'armistici entre França i Alemanya. Durant aquest període d'ocupació alemanya, França va tenir dos governs; el govern col·laboracionista de Vichy i el govern a l'exili presidit pel general Charles de Gaulle, que organitzava la resistència. Durant els anys d'ocupació alemanya de França molts civils es van unir a la resistència i de la mateixa manera que en altres territoris ocupats els jueus francesos també van ser deportats a camps d'extermini nazis. El 6 de juny, amb el desembarcament aliat a les platges de Normandia i l'alliberament de París, l'agost de 1944, França va veure com acabava el període d'ocupació nazi.